# Tournoi d'ouverture du championnat du Panama de football 2022
Navigation
Tournoi précédent Tournoi suivant
Le tournoi Apertura 2022 est le vingt-neuvième tournoi saisonnier disputé au Panama. C'est cependant la 56e fois que le titre de champion du Panama est remis en jeu.
Le Tauro FC défend son titre face aux onze meilleures équipes du Panama. L'Alianza FC remporte le premier titre de son histoire à l'issue d'une finale jouée face au Sporting San Miguelito et se qualifie également pour la Ligue de la CONCACAF 2022, en compagnie du Sporting San Miguelito, meilleur finaliste en 2021-2022.

## Les douze équipes participantes
Ce tableau présente les douze équipes qualifiées pour disputer le championnat 2022. On y trouve le nom des clubs, le nom des stades dans lesquels ils évoluent ainsi que la capacité et la localisation de ces derniers.
| Équipe                    | Stade                         | Capacité | Ville                |
| Alianza FC                | Camp Luis Ernesto Tapia (es)  | 900      | Ciudad de Panamá     |
| Deportivo Árabe Unido     | Stade Armando Dely Valdes     | 1 221    | Colón                |
| Atlético Chiriquí         | Stade San Cristóbal           | 3 082    | David                |
| Potros del Este           | Stade Maracaná                | 5 500    | Ciudad de Panamá     |
| Herrera FC                | Los Milagros                  | 1 000    | Chitré               |
| Independiente La Chorrera | Stade Agustín Sánchez         | 5 500    | La Chorrera          |
| CD Plaza Amador           | Stade Maracaná                | 5 500    | Ciudad de Panamá     |
| San Francisco FC          | Stade Agustín Muquita Sánchez | 3 000    | La Chorrera          |
| Sporting San Miguelito    | Camp Luis Ernesto Tapia (es)  | 900      | San Miguelito        |
| Tauro FC                  | Stade Rommel Fernández        | 32 000   | Ciudad de Panamá     |
| CD Universitario          | Universitario                 | 3 800    | Penonomé             |
| Veraguas CD               | Complexe d'Atalaya            | 900      | Santiago de Veraguas |

| \| Ciudad de Panamá : Alianza Potros del Este Plaza Amador Tauro Ciudad de Panamá Árabe Unido San Francisco La Chorrera San Miguelito Chiriquí Universitario Herrera Veraguas \| Localisation des clubs. |
| Ciudad de Panamá : Alianza Potros del Este Plaza Amador Tauro Ciudad de Panamá Árabe Unido San Francisco La Chorrera San Miguelito Chiriquí Universitario Herrera Veraguas                               |

## Compétition
Le tournoi Apertura se déroule en deux phases :
- La phase de qualification : les seize journées de championnat.
- La phase finale : les quarts de finale à la finale.

### Phase de qualification
Lors de la phase de qualification, deux groupes distincts sont formés. Chaque équipe affrontent à deux reprises celles de son groupe et une seule fois celles du groupe opposé selon un calendrier tiré aléatoirement. La meilleure équipe de chaque groupe est directement qualifiée pour la demi-finale de la phase finale tandis que les équipes classées deuxième et troisième se rendent en quarts de finale.
Le classement est établi sur le barème de points classique (victoire à 3 points, match nul à 1, défaite à 0).
Le départage final se fait selon les critères suivants :
- Le nombre de points.
- La différence de buts générale.
- La différence de buts particulière.
- Le nombre de buts marqués.

#### Classements
| Rang | Équipe                 | Pts | J  | G | N | P | Bp | Bc | Diff |
| ---- | ---------------------- | --- | -- | - | - | - | -- | -- | ---- |
| 1    | Sporting San Miguelito | 33  | 16 | 9 | 6 | 1 | 24 | 11 | +13  |
| 2    | Alianza FC             | 29  | 16 | 8 | 5 | 3 | 15 | 17 | -2   |
| 3    | Tauro FC T             | 27  | 16 | 8 | 3 | 5 | 20 | 11 | +9   |
| 4    | CD Plaza Amador        | 26  | 16 | 6 | 8 | 2 | 26 | 18 | +8   |
| 5    | Potros del Este        | 16  | 16 | 3 | 7 | 6 | 15 | 23 | -8   |
| 6    | Deportivo Árabe Unido  | 10  | 16 | 1 | 7 | 8 | 4  | 15 | -11  |

| Rang | Équipe                    | Pts | J  | G | N | P  | Bp | Bc | Diff |
| ---- | ------------------------- | --- | -- | - | - | -- | -- | -- | ---- |
| 1    | Atlético Chiriquí         | 28  | 16 | 8 | 4 | 4  | 21 | 20 | +1   |
| 2    | Independiente La Chorrera | 26  | 16 | 8 | 2 | 6  | 23 | 20 | +3   |
| 3    | Herrera FC                | 21  | 16 | 4 | 9 | 3  | 20 | 15 | +5   |
| 4    | San Francisco FC          | 20  | 16 | 5 | 5 | 6  | 18 | 14 | +4   |
| 5    | Veraguas CD               | 12  | 16 | 2 | 6 | 8  | 14 | 27 | -13  |
| 6    | CD Universitario          | 8   | 16 | 2 | 2 | 12 | 8  | 28 | -20  |

### Phase finale
Les six équipes qualifiées sont réparties dans le tableau final d'après leur classement général, le deuxième affrontant lors des demi-finales le vainqueur du quart opposant le quatrième au cinquième et le premier affrontant le vainqueur du quart opposant le troisième au sixième.
En cas d'égalité sur la somme des deux matchs, les deux équipes sont dans un premier temps départagées par la règle des buts marqués à l'extérieur puis par leur classement général si cela est nécessaire, sauf lors de la finale où des prolongations puis une séance de tirs au but ont éventuellement lieu.

#### Tableau
|  | Quarts de finale             | Quarts de finale             | Quarts de finale | Quarts de finale |                           |                           | Demi-finales | Demi-finales | Demi-finales | Demi-finales |  |  | Finale | Finale | Finale | Finale |
|  |                              |                              |                  |                  |                           |                           |              |              |              |              |  |  |        |        |        |        |
|  |                              |                              |                  |                  |                           |                           |              |              |              |              |  |  |        |        |        |        |
|  |                              |                              |                  |                  |                           |                           |              |              |              |              |  |  |        |        |        |        |
|  |                              |                              |                  |                  |                           |                           |              |              |              |              |  |  |        |        |        |        |
|  |                              |                              |                  |                  |                           |                           |              |              |              |              |  |  |        |        |        |        |
|  |                              |                              |                  |                  |                           |                           |              |              |              |              |  |  |        |        |        |        |
|  | 1E Sporting San Miguelito    | 1E Sporting San Miguelito    | 2                | 0                |                           |                           |              |              |              |              |  |  |        |        |        |        |
|  | 1E Sporting San Miguelito    | 1E Sporting San Miguelito    | 2                | 0                |                           |                           |              |              |              |              |  |  |        |        |        |        |
|  |                              |                              | 3E Tauro FC      | 3E Tauro FC      | 1                         | 0                         |              |              |              |              |  |  |        |        |        |        |
|  | 2O Independiente La Chorrera | 2O Independiente La Chorrera | 3E Tauro FC      | 3E Tauro FC      | 1                         | 0                         | 1            | 1            |              |              |  |  |        |        |        |        |
|  | 2O Independiente La Chorrera | 2O Independiente La Chorrera |                  |                  |                           |                           |              | 1            |              |              |  |  |        |        |        |        |
|  | 3E Tauro FC                  | 3E Tauro FC                  | 2                | 2                |                           |                           |              |              |              |              |  |  |        |        |        |        |
|  | 3E Tauro FC                  | 3E Tauro FC                  | 2                | 2                | 1E Sporting San Miguelito | 1E Sporting San Miguelito | 1            | 1            |              |              |  |  |        |        |        |        |
|  |                              |                              |                  |                  | 1E Sporting San Miguelito | 1E Sporting San Miguelito | 1            | 1            |              |              |  |  |        |        |        |        |
|  |                              |                              | 2E Alianza FC    | 2E Alianza FC    | 2                         | 2                         |              |              |              |              |  |  |        |        |        |        |
|  |                              |                              |                  |                  | 2                         | 2                         |              |              |              |              |  |  |        |        |        |        |
|  |                              |                              |                  |                  |                           |                           |              |              |              |              |  |  |        |        |        |        |
|  |                              |                              |                  |                  |                           |                           |              |              |              |              |  |  |        |        |        |        |
|  | 1O Atlético Chiriquí         | 1O Atlético Chiriquí         | 0                | 1                |                           |                           |              |              |              |              |  |  |        |        |        |        |
|  | 1O Atlético Chiriquí         | 1O Atlético Chiriquí         | 0                | 1                |                           |                           |              |              |              |              |  |  |        |        |        |        |
|  |                              |                              | 2E Alianza FC    | 2E Alianza FC    | 1                         | 1                         |              |              |              |              |  |  |        |        |        |        |
|  | 2E Alianza FC                | 2E Alianza FC                | 2E Alianza FC    | 2E Alianza FC    | 1                         | 1                         | 2            | 2            |              |              |  |  |        |        |        |        |
|  | 2E Alianza FC                | 2E Alianza FC                |                  |                  |                           |                           |              | 2            |              |              |  |  |        |        |        |        |
|  | 3O Herrera FC                | 3O Herrera FC                | 0                | 0                |                           |                           |              |              |              |              |  |  |        |        |        |        |
|  | 3O Herrera FC                | 3O Herrera FC                | 0                | 0                |                           |                           |              |              |              |              |  |  |        |        |        |        |
|  |                              |                              |                  |                  |                           |                           |              |              |              |              |  |  |        |        |        |        |

#### Quarts de finale
| Équipe                    | Résultat | Équipe     | Commentaire |
| Independiente La Chorrera | 1 - 2    | Tauro FC   |             |
| Alianza FC                | 2 - 0    | Herrera FC |             |

#### Demi-finales
| Équipe                 | Aller | Retour | Équipe     | Commentaire |
| Atlético Chiriquí      | 0 - 1 | 1 - 1  | Alianza FC |             |
| Sporting San Miguelito | 2 - 1 | 0 - 0  | Tauro FC   |             |

#### Finale
| 28 mai 2022 | Sporting San Miguelito | 1 - 2   | Alianza FC             | Stade Rommel Fernández, Ciudad de Panamá        |                                                 |
|             | Richard Peralta 47e    | (0 - 1) | 22e 78e Gabriel Chiari | Spectateurs : 10 536 Arbitrage : Fernando Morón | Spectateurs : 10 536 Arbitrage : Fernando Morón |
|             | Rapport                |         |                        | Spectateurs : 10 536 Arbitrage : Fernando Morón | Spectateurs : 10 536 Arbitrage : Fernando Morón |

| Vainqueur du Tournoi Apertura 2022 Alianza FC 1er titre |

## Statistiques

### Buteurs
| Rang | Nom              | Équipe                       | Buts |
| 1    | Edgar Aparicio   | Atlético Chiriquí            | 7    |
| 1    | Victor Ávila     | Independiente de La Chorrera | 7    |
| 1    | Ricardo Buitrago | CD Plaza Amador              | 7    |

## Bilan du tournoi
| Tournoi d'ouverture du championnat de football du Panama 2022 |                        |
| Champion                                                      | Alianza FC (1er titre) |
| Dauphin                                                       | Sporting San Miguelito |
| Qualifications continentales                                  |                        |
| Ligue de la CONCACAF 2022 (huitièmes de finale)               | Alianza FC             |
| Ligue de la CONCACAF 2022 (tour préliminaire)                 | Sporting San Miguelito |

## Classement cumulatif
Le classement cumulatif du tournoi Clausura 2021 et du tournoi Apertura 2022 permet de déterminer quel finaliste de tournoi se qualifie pour la Ligue de la CONCACAF 2022. Le Sporting San Miguelito, finaliste du tournoi Apertura 2022 étant mieux classé que le Herrera FC, finaliste du tournoi Clausura 2021, il accède donc à la compétition continentale.
| Rang | Équipe                    | Pts | J  | G  | N  | P  | Bp | Bc | Diff |
| ---- | ------------------------- | --- | -- | -- | -- | -- | -- | -- | ---- |
| 1    | Tauro FC C                | 59  | 32 | 17 | 8  | 7  | 39 | 20 | +19  |
| 2    | Alianza FC C              | 54  | 32 | 15 | 9  | 8  | 28 | 18 | +10  |
| 3    | CD Plaza Amador           | 51  | 32 | 12 | 15 | 5  | 45 | 29 | +16  |
| 4    | Independiente La Chorrera | 50  | 32 | 14 | 8  | 10 | 42 | 36 | +6   |
| 5    | Sporting San Miguelito    | 48  | 32 | 12 | 12 | 8  | 34 | 28 | +6   |
| 6    | Herrera FC P              | 45  | 32 | 9  | 18 | 5  | 40 | 31 | +9   |
| 7    | Atlético Chiriquí         | 43  | 32 | 11 | 10 | 11 | 33 | 35 | -2   |
| 8    | Potros del Este           | 38  | 32 | 7  | 17 | 8  | 30 | 33 | -3   |
| 9    | San Francisco FC          | 34  | 32 | 8  | 10 | 14 | 28 | 32 | -4   |
| 10   | Veraguas CD P             | 34  | 32 | 8  | 10 | 14 | 26 | 45 | -19  |
| 11   | Deportivo Árabe Unido     | 31  | 32 | 6  | 13 | 13 | 16 | 27 | -11  |
| 12   | CD Universitario          | 25  | 32 | 7  | 4  | 21 | 23 | 48 | -25  |

| Légende : Qualifications et relégations | Légende : Qualifications et relégations                                   |
| --------------------------------------- | ------------------------------------------------------------------------- |
|                                         | Ligue de la CONCACAF 2022                                                 |
|                                         | C Vainqueur d'un des deux tournois en 2021-2022 P Promu de la saison 2021 |